# São Miguel de Vila Boa
São Miguel de Vila Boa es una freguesia portuguesa del concelho de Sátão, con 14,49 km² de superficie y 1.479 habitantes (2001). Su densidad de población es de 102,1 hab/km².